# Love, Reign o'er Me (Pearl Jam)
Love, Reign o'er Me è un singolo dei Pearl Jam del 2007, cover dell'omonimo brano dei The Who.
I Pearl Jam pubblicarono una cover della canzone nel 2007 per realizzare la colonna sonora del film di Mike Binder Reign Over Me. Adam Sandler ne parlò con il cantante della band Eddie Vedder dopo un concerto a Los Angeles del 2006. Eddie all'inizio sembrava riluttante, tuttavia accettò di realizzare la reinterpretazione dopo averne parlato con Roger Daltrey; Vedder lo chiamò ed ebbe il suo permesso. L'8 gennaio 2007 la canzone fece la prima mondiale sulla radio KISW-FM. La canzone appariva sul singolo di Natale per il Ten Club del 2006 ed aveva come lato B la cover di "Rockin' in the Free World" eseguita dal vivo con Bono e The Edge degli U2. Su iTunes, la canzone fu resa disponibile come singolo da scaricare.

## Tracce
1. "Love, Reign o'er Me" (Pete Townshend) – 5:34